# Рошел (Џорџија)
Рошел (Џорџија) (енгл. Rochelle) град је у америчкој савезној држави Џорџија. По попису становништва из 2010. у њему је живело 1.174 становника.

## Демографија
Према попису становништва из 2010. у граду је живело 1.174 становника, што је 241 (17,0%) становника мање него 2000. године.
| Група             | 2000.       | 2010.       |
| Белци             | 645 (45,6%) | 593 (50,5%) |
| Афроамериканци    | 747 (52,8%) | 541 (46,1%) |
| Азијати           | 0 (0,0%)    | 9 (0,8%)    |
| Хиспаноамериканци | 26 (1,8%)   | 28 (2,4%)   |
| Укупно            | 1.415       | 1.174       |